# Marina and the Diamonds
Marina Lambrini Diamandis (în greacă: Μαρίνα-Λαμπρινή Διαμαντής; n. 10 octombrie 1985),, cunoscută mai bine după numele de scenă Marina and the Diamonds, este o cantautoare galeză. Născută pe data de 10 octombrie 1985 în Brynmawr și crescută în apropiere de Pandy, ea a cântat într-un cor în copilărie. În 2009, Diamandis s-a remarcat dupa ce a fost clasificata pe locul pe locul al doilea pe Sound of 2010 sondaj organizat de BBC.
Albumul de studio de debut The Family Jewles (2010) încorporează indie pop și noi stiluri muzicale new wave, și a intrat în UK Albums Chart, la numărul cinci. al doilea single, "Hollywood" a ajuns pe locul 12 pe UK Singles Chart. Electra Heart (2012) integrează proeminente electropop, și a devenit primul ei proiect numărul-unu, în Regatul Unit. Lead single-ul „Primadonna” stă ca cea mai clasificată piesa a ei în țară după atingerea numărului 11. Diamandis s-a inspirat din synthpop pentru al treilea album de studio Froot (2015) a devenit de-al treilea top-ten album in Marea Britanie, iar prima ei intrare in Top-ten pe US Billboard 200.
Diamandis însăși s-a descris ca "un artist indie cu obiectivele pop" și de multe ori analizează componente ale comportamentului uman în muzica ei. Ea este în plus recunoscută pentru stilul ei de modă retro și desen animat.

## Copilărie
Mama ei este originară din Țara Galilor iar tatăl său din Grecia. Aceștia au divorțat când Marina avea doar patru ani. Tânăra cântăreață are o soră mai mare, Lafina Diamandis, care este doctor. În copilăria sa, Marina a locuit într-o vilă alături de mama și sora sa. Marina își descrie copilăria ca fiind simplă și idilică, precum și liniștită, foarte normală, dar săracă. A învățat la Haberdashers' Monmouth School for Girls când era mică. "Am ales să îmi găsesc talentul acolo... Eram aceea care întotdeauna lipsea de la cor, dar am avut un profesor de muzică incredibil care m-a convins că puteam face orice", declara Marina. Cu toate acestea, s-a simțit batjocorită de celelalte fete de la școală, deoarece făcea parte dintr-o familie cu venituri mici în comparație cu colegele ei. La 16 ani s-a mutat în Grecia alături de tatăl ei, ca să se conecteze cu patrimoniul ei și să învețe limba greacă, dar și să cânte melodii populare cu bunica ei. După ce a promovat International Baccalaureate la St. Catherine's British Embassy School în Atena, Marina s-a mutat doi ani mai târziu înapoi în Ross-on-Wye, Herefordshire, unde a lucrat timp de două luni la o benzinărie ca să câștige suficienți bani încât să se mute în Londra. Marina Diamandis a început să scrie cântece la vârsta de 18 ani; s-a mutat la Londra ca să intre într-o școală de dans, dar a abandonat școala respectivă peste 2 luni. A studiat la University of East London iar anul următor s-a transferat la un curs de compoziție clasică la Middlesex University. Totuși, după două luni a abandonat cursul. Știind că formația Spice Girls a fost formată de un anunț publicat în revista The Stage, Marina a aplicat pentru diverse audiții enumerate în ziar. Ea a călătorit pentru câteva audiții, pe care, din nefericire, le-a eșuat, incluzând oportunități precum coloana sonoră pentru The Lion King . În 2005 și-a creat numele de scena Marina and The Diamonds, The Diamonds referindu-se la fanii ei, nu la formație. Inspirată de Daniel Johnston, Marina a decis să înceapă să își compună propria sa muzică și să nu mai meargă la audiții. A învățat să cânte singură la pian și începuse să își înregistreze muzica la un keyboard Argos. Începuse să își producă singură demo-uri folosind programul GarageBand, iar după aceea și-a lansat de una singură melodia Mermaid vs. Sailor prin intermediul contului său de My Space în 2007. A fost abordată de 14 producători muzicali, i-a respins pe toți în afară de unul, care nu îi dicta o anumită imagine. În octombrie, Diamandis a semnat un contract cu 679 Recordings (redenumit apoi 679 Artists), o subdivizie a Warner Music Group.

## Discografie

### Albume de studio
- The Family Jewels (2010)
- Electra Heart (2012)
- Froot (2015)
- Love + Fear (2019)
- Ancient Dreams In A Modern Land (2021)

### Discuri single
- Obsessions (2008) (Single disponibil doar pentru Regatul Unit și Irlanda)
- Mowgli's Road (2009)
- Hollywood (2009)
- I Am Not a Robot (2009)
- Oh No! (2010) (Single disponibil doar pentru Regatul Unit și Irlanda)
- Shampain (2010) (Single disponibil doar pentru Regatul Unit și Irlanda)
- Primadonna (2012)
- Power & Control (2012) (Single disponibil doar pentru Regatul Unit și Irlanda)[3]
- How to Be a Heartbreaker (2013) (În Regatul Unit)
- Froot (2014)
- Happy (2014)
- I'm a Ruin (2015)
- Forget (2015)
- Blue (2015)
- Handmade Heaven (2019)
- Superstar (2019)

### Single-uri promoționale
- Radioactive (2011)
- Electra Heart (BetaTraxx featuring Marina and the Diamonds)[4] (2014)
- Immortal (2015)
- Gold (2015)

## Videoclipuri
| Titlu                        | Anul | Regizor(i)              |
| ---------------------------- | ---- | ----------------------- |
| "Seventeen"                  | 2008 | Chris Lewis             |
| "Obsessions"                 | 2008 | Tim Brown               |
| "I Am Not a Robot"           | 2009 | Rankin and Chris Cottam |
| "Mowgli's Road"              | 2009 | Chris Sweeney           |
| "Hollywood"                  | 2009 | Kinga Burza             |
| "Hollywood" (Gonzales Remix) | 2010 | Dan Knight              |
| "Oh No!"                     | 2010 | Kinga Burza             |
| "Shampain"                   | 2010 | Kim Gehrig              |
| "Fear and Loathing"          | 2011 | Casper Balslev          |
| "Radioactive"                | 2011 | Casper Balslev          |
| "Primadonna"                 | 2012 | Casper Balslev          |
| "Power & Control"            | 2012 | Casper Balslev          |
| "How to Be a Heartbreaker"   | 2012 | Marc & Ish              |
| "The State of Dreaming"      | 2013 | Thomas Knights          |
| "Lies"                       | 2013 | Casper Balslev          |
| "Electra Heart"              | 2013 | Margarita Louca         |
| "Froot"                      | 2014 | Chino Moya              |
| "Immortal"                   | 2014 | Paul Caslin             |
| "I'm a Ruin"                 | 2015 | Markus Lundqvist        |
| "Forget"                     | 2015 | Markus Lundqvist        |
| "Blue"                       | 2015 | Charlotte Rutherford    |

## Turnee
Headlining Concert Tours
- The Family Jewels Tour (2010–11)

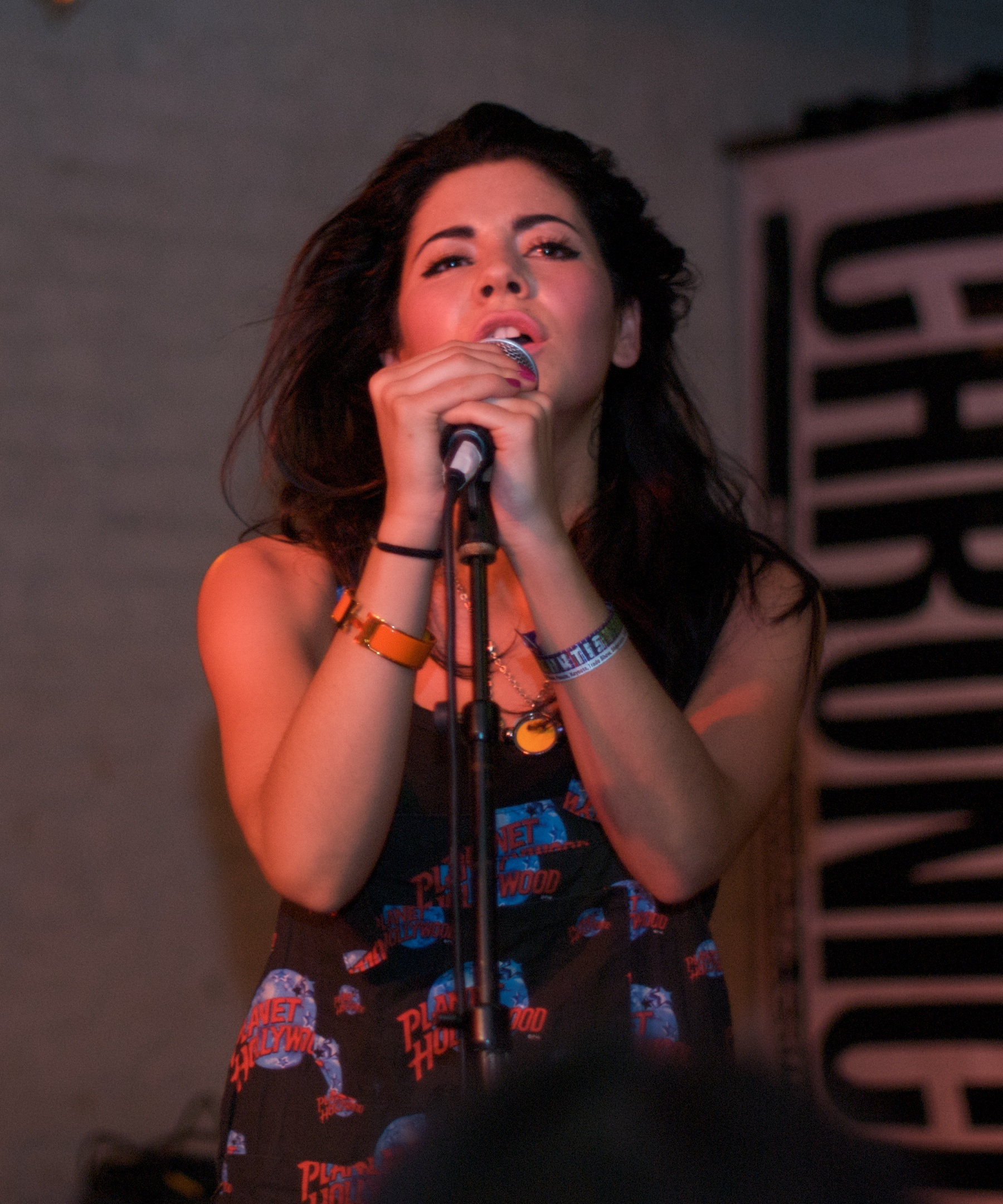
Diamonds cântând la festivalul South by Southwest, martie 2010

- The Lonely Hearts Club Tour (2012–13)
- Neon Nature Tour (2015)

Opening Act
- California Dreams Tour (2011)
- Mylo Xyloto Tour (2011–12)

## Premii și nominalizări
| An   | Organizație                      | Premiu                           | Rezultat     | Ref.   |
| ---- | -------------------------------- | -------------------------------- | ------------ | ------ |
| 2010 | BBC Sound of 2010                | Sound of 2010                    | Second place | [ 19 ] |
| 2010 | BRIT Awards 2010                 | Critics' Choice                  | Nominalizare | [ 20 ] |
| 2010 | NME Awards 2010                  | Hottest Woman                    | Nominalizare |        |
| 2010 | BT Digital Music Awards 2010     | Breakthrough Artist of the Year  | Nominalizare | [ 21 ] |
| 2010 | MTV Europe Music Awards          | Best UK & Irish Act              | Câștigat     | [ 22 ] |
| 2010 | UK Festival Awards 2010          | Best Breakthrough Act            | Nominalizare |        |
| 2010 | 4Music Video Honours             | Hottest Girl of 2010             | Locul 8      |        |
| 2010 | 4Music Video Honours             | Box Biggest Breakthrough of 2010 | Locul 10     |        |
| 2010 | Virgin Media Music Awards        | Best Newcomer                    | Câștigat     | [ 23 ] |
| 2011 | Glamour Women of the Year Awards | Best Band                        | Nominalizare |        |
| 2012 | NME Awards 2012                  | Hottest Female                   | Nominalizare | [ 24 ] |
| 2012 | Attitude Magazine Awards         | Best Music Award                 | Câștigat     |        |